# 관찰사
관찰사(觀察使)는 중국 당대(唐代)에서부터 비롯하여, 훗날 한국에는 조선(朝鮮), 더 나아가 일본에까지도 설치되었던, 지역 지방 행정 감찰을 맡은 관직이다. 오늘날의 도지사와 비슷하다.
조선 왕조에서 관찰사는 국왕 직속의 관직이었으며, 당(唐)・일본에서는 모두 율령에 규정이 따로 마련되어 있지 않은 영외관(令外官)이었다.

## 중국
당(唐)의 현종(玄宗) 개원(開元) 22년(733년), 당은 감찰을 위한 지방 행정단위인 도(道)를 기존의 열 곳에서 열다섯 곳으로 늘리고, 도마다 채방처치사(採訪処置使)를 두었다. 채방처치사는 영내 1개 주에 치소(治所)를 두고(치소가 설치된 주의 자사를 겸했다) 자사 이하의 여러 관료들의 사정을 맡아, 중앙에 보고하는 임무를 맡았는데, 건원(乾元) 원년(758년)에 채방처치사는 관찰처치사(観察処置使)로 이름이 바뀌고 이것이 바로 관찰사의 유래가 되었다.
어디까지나 감찰을 위한 직책으로서 주현(州県)의 정치에 직접 나서는 것은 금지되어 있었지만, 실질적으로는 도내의 행정권을 장악하고 있었다. 같은 시대에 설치된 절도사(節度使)가 관찰사를 겸하는 경우가 대부분으로, 행정・군사 양측을 겸하여 강대한 권력을 행사하게 된다.

## 한국

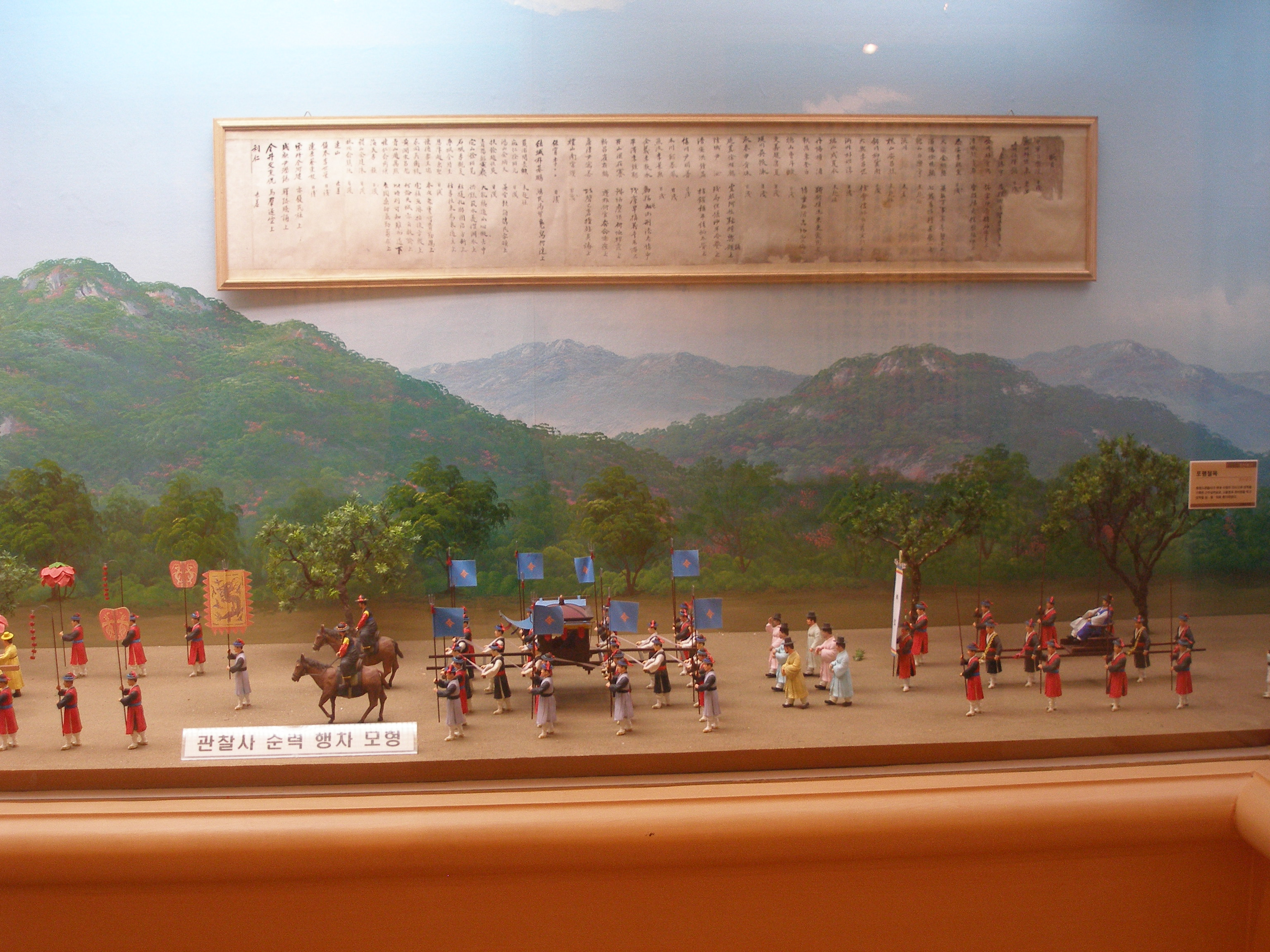
관찰사 순력 행차 모형

한국에서는 《고려사》(高麗史) 지리지에서 전라도 고부군의 연혁을 설명하면서 태조(太祖) 19년(936년)에 영주관찰사(瀛州觀察使)로 고쳤다는 기록이 있고, 같은 책 백관지에서 「단련사(團練使) · 도단련사(都團練使) · 자사 · 관찰사는 성종(成宗)이 주부(州府)의 직(職)으로 삼았던 것인데 목종(穆宗)이 파하였다.」고 하여 고려 초기에 잠시 존재했다고 전하고 있는데, 임명된 인물이 확실히 보이는 것은 같은 책 세가에서 충선왕(忠宣王) 즉위년(1298년) 5월에 왕자들을 여러 군(軍)의 관찰사로 임명한 것이 최초이며, 공양왕(恭讓王) 2년(1390년)에 각 도마다 관찰사와 경력사(經歷司)를 보냈다가 4년(1392년)에 관찰사를 파하고 다시 안렴사(按廉使)를 두었다고 하였다.
하나의 제도로 정착된 것은 조선 왕조에 이르러서였다. 감사(監司)·방백(方伯)·도백(道伯) 등으로 불렸는데 왕의 직계권(直啓權)을 부여받아 왕과 지방을 잇는 유일하면서도 확고한 창구 역할을 하였다.
품계는 종2품 문관직으로 각 도마다 1명씩 설치되어, 당의 제도와 같이 병마절도사 · 수군절도사 등 무관직을 거의 겸했다. 중요한 정사에 대해서는 중앙의 명령에 따라 행하였지만, 관할 도에 대해서는 행정·사법·군사·치안 등 포괄적인 책임권을 가지고 사법권 · 징세권 등을 행사하여 지방 행정상 절대적인 권력을 가졌다. 관원으로는 중앙에서 임명한 도사, 검률, 심률 등의 보좌관이 있고 일반 민정은 감영에 속한 6방의 향리가 담당케 하였다.

### 관찰사 직함
- 고려 시대 : 안찰사(按察使), 안렴사(按廉使) 등
- 1388년(고려 창왕 즉위년) : 도관찰출척사(都觀察黜陟使)

양계(兩界, 평안도와 함경도)에는 도순문사(都巡問使) 임명
- 1392년(태조 1년) 7월, 조선왕조 개국 직후 : 안렴사(按廉使)
- 1393년(태종 2년) 9월 13일 : 도관찰출척사로 개칭

당시 도관찰출쳑사의 정식 직함 : 도관찰출척사겸감창안집전수권농관학사제조형옥병마공사(都觀察黜陟士兼監倉安集轉輸勸農官學事提調刑獄兵馬公事)
- 태조, 태종, 세종 시기 : 도관찰출척사, 안렴사 혼용 시기[1]
- 1466년(세조 12년) 1월 15일 : 관찰사로 개칭 (대한제국 시기까지 유지)

### 관찰사 임기
- 조선 초기 : 1년
- 세종 때 : 30개월 (일시적)
- 1485년 편찬 경국대전 규정 : 360일
- 1669년(현종 10년) 2월 8일 : 2년으로 개정

## 일본
일본에서 관찰사는 당초 도산도(東山道)를 제외한 여섯 도, 즉 도카이도(東海道)・호쿠리쿠도(北陸道)・산인도(山陰道)・산요도(山陽道)・난카이도(南海道)・사이카이도(西海道) 등에 설치되었으므로 로쿠도(六道) 관찰사로도 불렸다. 관찰사는 의정관(議政官)의 일원이던 산기(参議)가 겸임하여, 산기와도 필적할 중요한 관직이었다. 헤이안 초기인 797년경 지방 행정을 더욱 철저하게 장악하려 한 간무 천황(桓武天皇)에 의해 지방관(고쿠시)의 행정 실적을 감사하기 위한 가게유시(勘解由使)를 설치했다. 가게유시는 고쿠시의 지방 행정을 엄정하게 감사하여 지방 행정의 향상에 일정한 고과(効果)를 행했다. 그러나 다이토(大同) 원년(806년)에 간무 천황이 죽고 뒤를 이은 헤이제이 천황(平城天皇)은 정치 쇄신을 외치며 6월에 가게유시를 폐지하고 다시 관찰사를 두었다.
다이토 2년(807)에는 도산도 및 기나이(畿内)에도 관찰사가 설치되었으며, 산기를 폐지하고 관찰사만을 남겨두었다. 관찰사의 지방행정 감찰은 정력적으로 실시되었으며, 『일본후기(日本後紀)』는 각 도에 파견된 관찰사가 민중의 부담을 줄이기 위해 맡은 다양한 조치들에 대하여 기록하고 있다. 그러나 고닌(弘仁) 원년(810년), 앞서 양위한 헤이제이 상황(上皇)과 뒤를 이은 사가 천황(嵯峨天皇)의 사이가 악화된 가운데 6월에 사가 천황은 관찰사를 폐지하고 산기 제도를 부활시킨다는 조(詔)를 내림으로서, 관찰사는 4년만에 일본 역사에서 사라졌다.
헤이제이 상황은 자신이 시행한 관찰사 제도를 폐지한 사가 천황에게 격노했고 이것은 구스코의 변의 한 배경이 되었다.

## 참고 문헌
- 이 문서에는 다음커뮤니케이션(현 카카오)에서 GFDL 또는 CC-SA 라이선스로 배포한 글로벌 세계대백과사전의 내용을 기초로 작성된 글이 포함되어 있습니다.